# 아티라 소행성군
아티라 소행성군은 163693 아티라(163693 Atira)를 따라 명명된 항상 지구의 근일점 거리 안쪽을 도는 근지구 소행성들을 일컫는 용어이다. 그중에서도 594913 아일로차흐님은 금성 궤도 안쪽을 돌아 독자적인 소행성으로 분류된다.

## 같이 보기
- 벌컨군